# Leandro Aconcha Acosta
Leandro Aconcha Acosta (* 30. November 1966 in Lugano, Schweiz) ist ein kolumbianischer Pianist, Dirigent und Komponist.

## Leben
Leandro Aconcha Acosta erhielt seinen ersten Musikunterricht von seinem Vater Roberto Aconcha. Mit drei Jahren begann er mit dem Klavierspiel und im Alter von fünf Jahren gab er als Wunderkind Klavierkonzerte in vielen europäischen Städten, unter anderem in der Wigmore Hall in London. In den 1990er Jahren spielte er CDs mit Pierre Dutour und Rémi Chaudagne ein.

## Werke (Auswahl)
- Estudios No. 1
- Estudios No. 2
- Estudios No. 3
- Strutture, introduccion y fuga für Streichorchester, 1978

## Einspielungen
- Risky Business, CD, mit Pierre Dutour, 1995 bei Koka Media publiziert
- Piano Bar, CD, mit Rémi Chaudagne, 1995 bei Prestige Records Ltd.
- Ibiza Piano Chill, mit Rémi Chaudagne